# Sygit Point
Der Sygit Point (polnisch Przylądek Sygita) ist eine Landspitze an der Johannes-Paul-II.-Küste von King George Island im Archipel der Südlichen Shetlandinseln. Sie begrenzt südwestlich die Einfahrt von der Drakestraße in die Wiśniewski Cove.
Polnische Wissenschaftler benannten sie nach Tadeusz Sygit, Flugzeugmechaniker bei der von 1980 bis 1981 durchgeführten polnischen Antarktisexpedition.